# Ho Chi Minh City FC
El Hồ Chí Minh City Football Club es un  equipo de fútbol con sede en Vietnam juega en la liga primera división V-League del país asiático.

## Historia
Fue fundado en el año 1975 en la ciudad de Ho Chi Minh City con el nombre Cảng Sài Gòn (Thép Miền Nam Cảng Sài Gòn) hasta el año 2008, cuando lo cambiaron por el que llevan actualmente. Ha sido campeón de la V-League en 4 ocasiones, 2 títulos de copa en 5 finales jugadas y 2 finales de la Super Copa.
A nivel internacional ha participado en 7 torneos continentales, donde nunca ha podido avanzar más allá de la Segunda ronda.
Descendió en la Temporada 2009 tras aparentemente haber sido reemplazado por el CLB Than Po Ho Chi Minh y este perdiera la categoría.

## Nombres Históricos
El club ha cambiado de nombre en varias ocasiones:
- 1975–2000: Saigon Port Workers FC (đội bóng đá công nhân Cảng Sài Gòn)
- 2001–2003: Saigon Port FC (Cảng Sài Gòn)
- 2004–2008: Southern Steel – Saigon Port FC (Thép Miền Nam – Cảng Sài Gòn)
- 2009–presente: Hồ Chí Minh City FC (CLB bóng đá TP Hồ Chí Minh)

## Palmarés
- V-League: 4

1986, 1993-94, 1997, 2001-02
- Primera División de Vietnam: 2

2004, 2016
- Copa de Vietnam: 2

1992, 2000
- - Finalista: 3

1994, 1996, 1997
- Supercopa de Vietnam: 0
  - Finalista: 2

2000, 2002
- Copa BTV: 1

2000

## Participación en competiciones de la AFC
| Temporada | Torneo                  | Ronda          | Club               | Ida  | Vuelta |
| --------- | ----------------------- | -------------- | ------------------ | ---- | ------ |
| 1993–94   | Asian Cup Winners' Cup  | 1              | Sarawak FA         | w/o1 | w/o1   |
| 1993–94   | Asian Cup Winners' Cup  | 2              | Semen Padang       | 0–1  | 1–1    |
| 1995–96   | Asian Club Championship | 1              | Pahang FA          | w/o2 | w/o2   |
| 1998–99   | Asian Club Championship | 1              | Pohang Steelers    | 0–2  | 0–4    |
| 2000–01   | Asian Cup Winners' Cup  | 1              | SAF FC             | 0–0  | 2–0    |
| 2000–01   | Asian Cup Winners' Cup  | 2              | Shimizu S-Pulse    | 0–2  | 0–4    |
| 2002–03   | AFC Champions League    | Clasificatoria | Churchill Brothers | 0–2  | 1–0    |
| 2020      | AFC Champions League    | 2.ª Preliminar | Buriram United     | 1–2  | 1–2    |
| 2020      | AFC Cup                 | Fase de grupos | Yangon United      |      |        |
| 2020      | AFC Cup                 | Fase de grupos | Hougang United     |      |        |
| 2020      | AFC Cup                 | Fase de grupos | Lao Toyota         |      |        |

1 Sarawak FA abandonó el torneo

2 Cảng Sài Gòn abandonó el torneo.

## Entrenadores
- 1975-1982:  Nguyễn Thành Sự[5]
- 1983-2003:  Phạm Huỳnh Tam Lang[6]
- 2003-2007:  Đặng Trần Chỉnh
- 2007-2007:  Võ Hoàng Bửu
- 2007-2009:  Lư Đình Tuấn[7]
- 2009:  Đặng Trần Chỉnh[7]
- 2009-2010:  Võ Hoàng Bửu
- 2010:  Nguyễn Phúc Nguyên Chương
- 2010:  Lư Đình Tuấn
- 2010-2011:  Vjeran Simunic
- 2011:  Huỳnh Hồng Sơn
- 2011-2012:  Srdan Zivojnov
- 2013:  Đoàn Minh Xương
- 2013-2014:  Sudesh Singh[8][9]
- 2018-2020:  Jung Hae-seong[10][11][12]
- 2020-2021:  Alexandre Pölking[13][14]
- 2021:  Trần Minh Chiến[2]